# Gralha-calva
A gralha-calva (Corvus frugilegus) ou frouva ou uma cornelha é uma ave da família Corvidae (corvos)

## Características
- Comprimento: 105 cm
- Envergadura: 81 a 94 cm
- Peso: 380 a 1200 g
- Longevidade: 20 anos

## Distribuição
A gralha-calva pode ser encontrada no Norte e no Centro da Europa. Na Islândia e no Norte da Escandinávia, ocorre ocasionalmente. Também está presente na zona oriental da Ásia e na Nova Zelândia, onde foi introduzida pelo homem e hoje constitui uma ameaça à fauna local. Na Europa Ocidental, o número de gralhas-calvas aumenta no inverno, devido à migração que estas aves efectuam das zonas orientais para escapar aos rigores da meteorologia.

## Habitat
Normalmente habita em zonas de bosques pouco arborizados nas imediações de zonas que proporcionem alimentação abundante. É também frequente em campos agrícolas, especialmente searas abertas com árvores esparsas. As suas colónias de nidificação situam-se sempre perto de água. Prolifera com facilidade em zonas influenciadas pela acção humana, sendo bastante frequente em parques de cidades.

## Reprodução

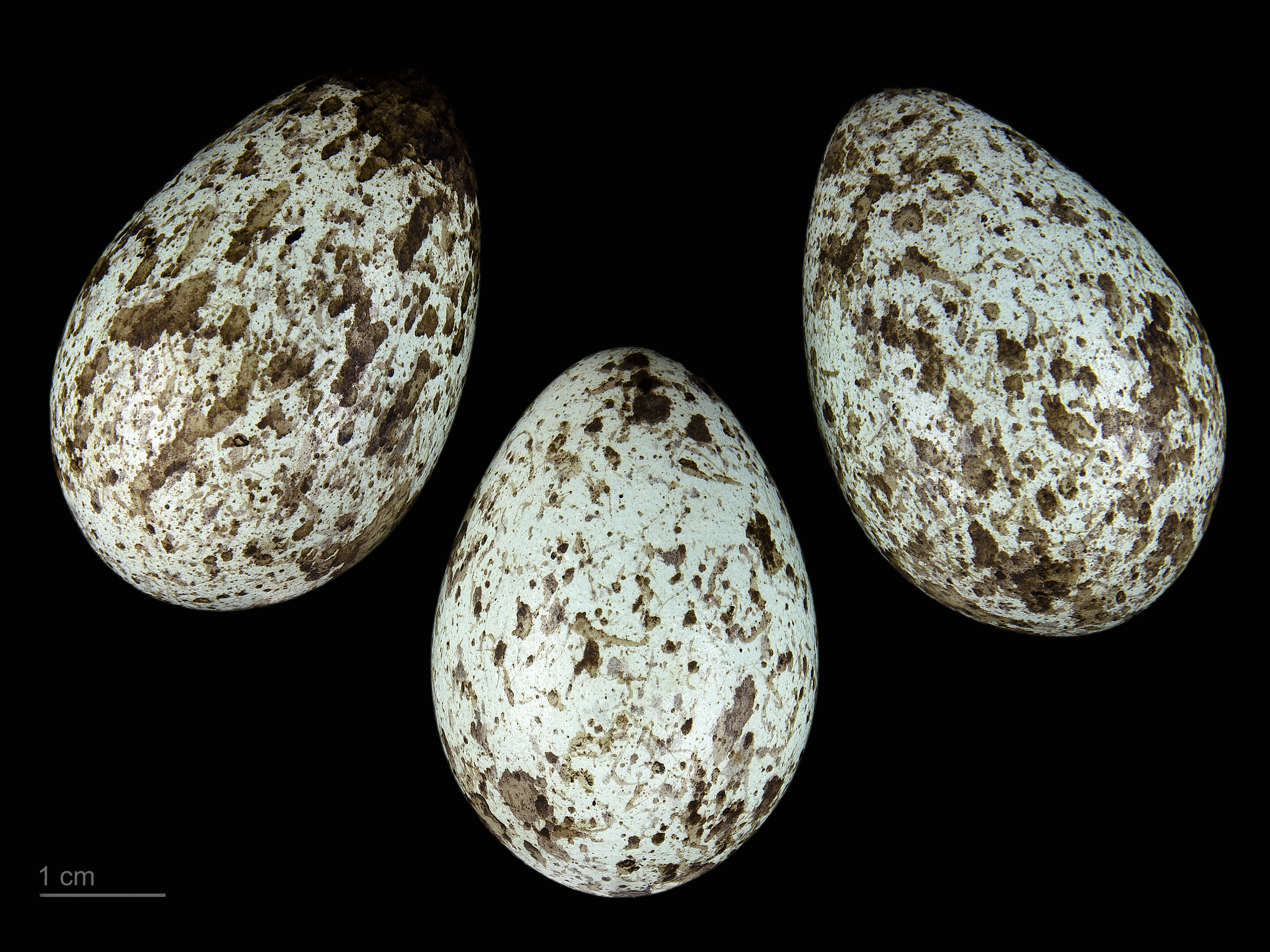
Corvus frugilegus - (MHNT)

Estas aves nidificam em grandes colónias que compreendem desde algumas dezenas até mais de mil ninhos, instalados em árvores de folha caduca, geralmente próximo de água.
Os ninhos são feitos com ramos, ervas e raízes e guarnecidos com penas, lã e crinas de outros animais. Estes materiais são recolhidos pelo próprio casal ou roubados em ninhos que não estejam guardados.
A postura, de 3 a 5 ovos, ocorre durante o mês de Março. O período de incubação é de 16 a 18 dias e as crias são alimentadas por ambos os pais, abandonando o ninho com aproximadamente 35 dias de idade.

## Alimentação
A gralha-calva é uma ave omnívora. Alimenta-se de insectos, caracóis, pequenos mamíferos, vermes e outros invertebrados, bem como de frutas, cereais e, em zonas urbanas, restos de comida humana. Pode ainda atacar ninhos de outras aves para lhes comer os ovos ou as crias e atacar olhos de humanos quando os incomodam. Geralmente utiliza as primeiras horas do dia para procurar alimento, chegando a percorrer dezenas de quilómetros.

## Galeria

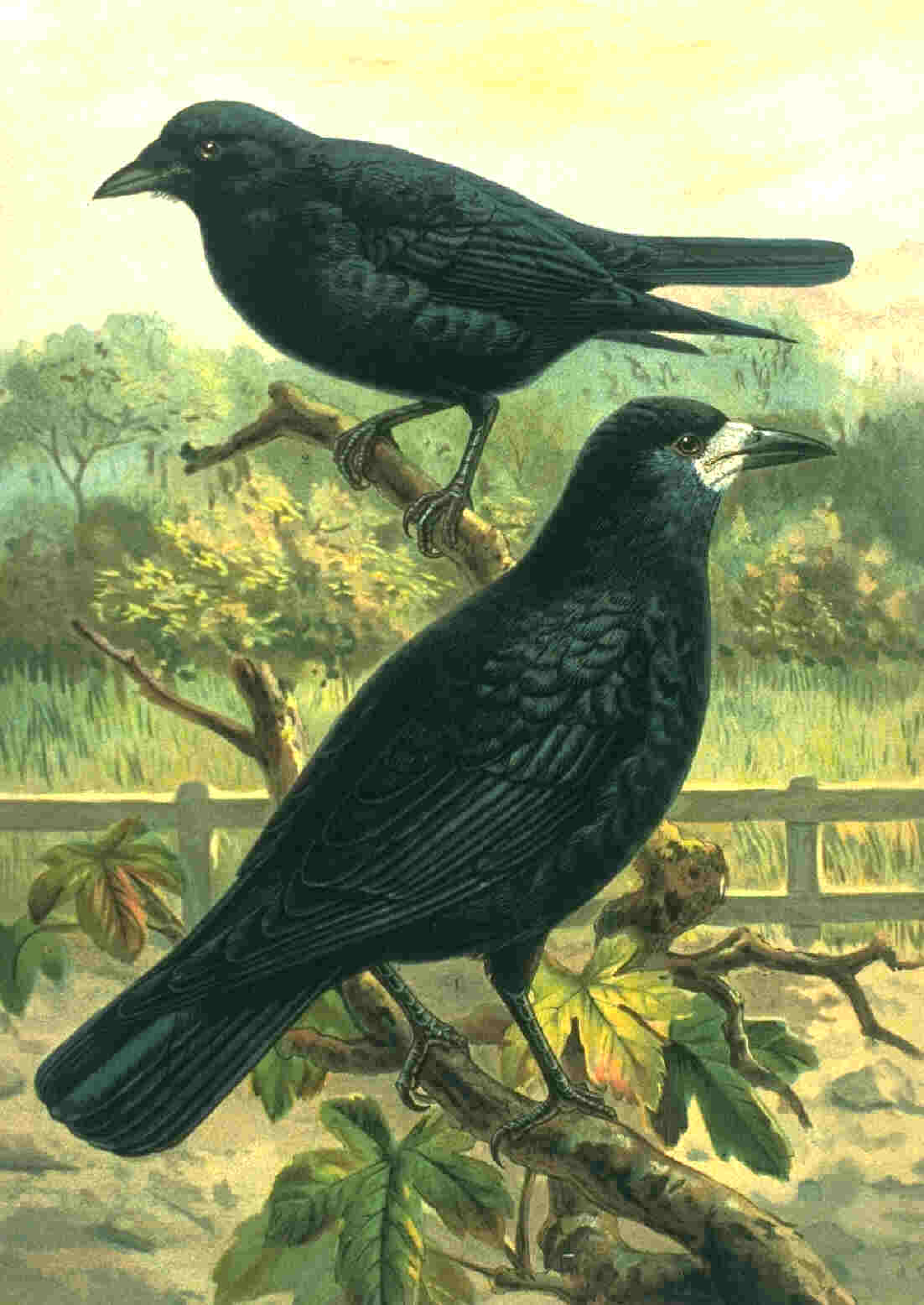

## Subespécies
- C. frugilegus frugilegus
- C. frugilegus pastinator